# 스티븐 이설리스

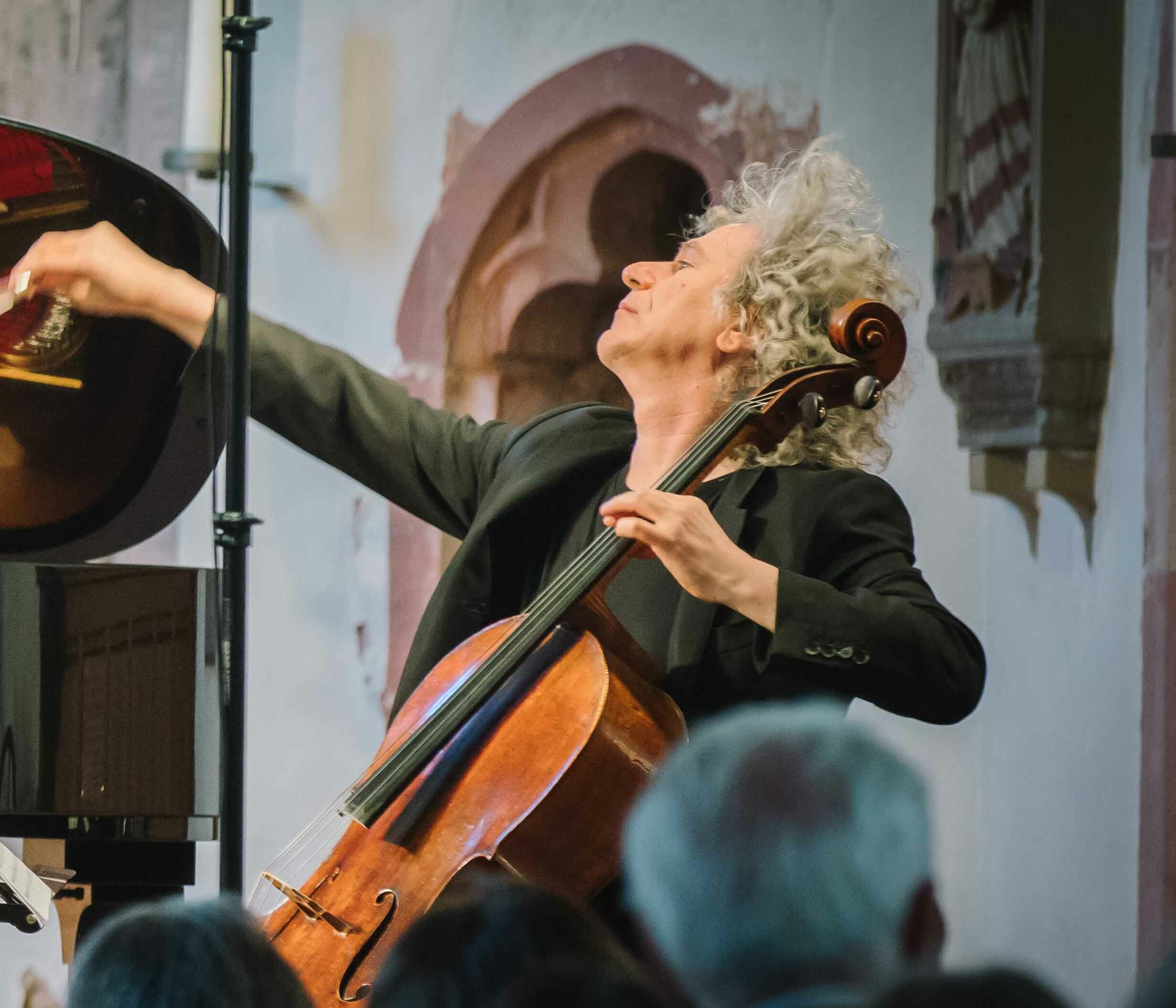

스티븐 이설리스 CBE (Steven Isserlis, 1958년 12월 19일 ~ )는 영국의 첼리스트이다. 그는 솔리스트, 실내악 연주자, 교육자, 작가 및 방송인으로서 뛰어난 경력을 쌓아 왔다. 그의 심오한 음악성으로 찬사를 받는 그는 다양한 레퍼토리, 프레이즈 구사, 거트 현을 사용하여 전개되는 독특한 사운드로도 유명하다.
이설리스는 1958년 12월 19일 런던의 음악가 집안에서 태어났다. 그의 어머니는 피아노 선생이었고 아버지는 예리한 아마추어 음악가였다. 그의 여동생 Annette는 비올라 연주자이고 그의 다른 여동생 Rachel은 바이올리니스트이다. 이설리스는 "음악 연주, 함께 연주"가 그의 초기 가족 생활에서 없어서는 안될 부분이었다고 설명했다. 러시아 유대인이었던 그의 할아버지는 1920년대에 러시아 문화를 홍보하기 위해 러시아를 떠날 수 있었던 12명의 음악가 중 한 명이었지만 결코 돌아오지 않았다.
이설리스는 활발한 솔로 활동을 즐기고 있으며 세계 최고의 앙상블과 함께 정기적으로 출연하였다. 그는 베를린 필하모닉, 빈 필하모닉, 필하모니아 관현악단, 런던 필하모닉 관현악단, 톤할레 오케스트라 취리히, 런던 교향악단, 로스앤젤레스 필하모닉, 클리블랜드 관현악단, 시카고 교향악단, 베를린 도이치 교향악단, NHK 교향악단과 협연했다. 그는 또한 Wigmore Hall 및 잘츠부르크 페스티벌의 콘서트 시리즈를 큐레이팅했다.